# Richard Mullane
Dit artikel of overzicht is mogelijk incompleet; u kunt helpen door het uit te breiden.
Richard Michael "Mike" Mullane (Wichita Falls, 10 september 1945) is een voormalig Amerikaans ruimtevaarder. Mullane zijn eerste ruimtevlucht was STS-41-D met de spaceshuttle Discovery en vond plaats op 30 augustus 1984. Tijdens de missie werden er drie communicatiesatellieten in een baan rond de aarde gebracht.
In totaal heeft Mullane drie ruimtevluchten op zijn naam staan. In 1990 verliet hij NASA en ging hij als astronaut met pensioen. 